# Balachlej
Il Balachlej  (in russo Балахлей?) è un fiume della Siberia Occidentale, affluente di destra del fiume Vagaj (bacino idrografico dell'Irtyš). Scorre nell'Aromaševskij rajon dell'Oblast' di Tjumen', in Russia.
Il fiume ha origine dalla palude Balachlejsckij ad un'altitudine di circa 115 m sul livello del mare e scorre prevalentemente in direzione nord-est. La sua lunghezza è di 134 km e il bacino è di 2 240 km². Sfocia nel Vagaj a 261 km dalla foce.